# Hospital Universitário Walter Cantídio
O Hospital Universitário Walter Cantídio (HUWC) é um hospital universitário da Universidade Federal do Ceará (UFC) localizado na cidade de Fortaleza. Atualmente o hospital é vinculado ao Sistema Único de Saúde. Foi inaugurado em 1959 pelo então Presidente da República Juscelino Kubitschek. Faz parte do Complexo Hospitalar da Universidade Federal do Ceará, composto pelo Hospital Universitário Walter Cantídio (HUWC) e pela Maternidade Escola Assis Chateaubriand (MEAC). 
É no HUWC onde se desenvolvem as atividades de ensino prático da Faculdade de Medicina da UFC.
O Hospital Universitário Walter Cantídio (HUWC) é o maior centro de transplantes de fígado da América Latina.

## História
A história do "Walter Cantídio" confunde-se com a história da Faculdade de Medicina no Ceará. Em 1944, havia-se iniciado no bairro de Porangabussu, hoje Rodolfo Teófilo, a construção do "Hospital Carneiro de Mendonça" interrompida posteriormente por falta de verbas. O Instituto de Ensino Médico interessou-se em dar continuidade à obra a qual foi transferida, no governo de Faustino de Albuquerque à Faculdade de Medicina. Com a ajuda da União, defendida pelo deputado Paulo Sarasate, e outros auxílios federais foi dada continuidade a obra.
Em 1952, foi iniciada a construção da 1ª unidade do Hospital de Clínicas destinada a área de medicina interna e doenças infecto-contagiosas (isolamento) em convênio com o Departamento Estadual da Saúde. Essa unidade constituiu-se o núcleo embrionário do atual HU. Em 1954, com a sua integração à Universidade do Ceará, a Faculdade de Medicina ficou com maiores possibilidades de dar continuidade as obras do hospital, retomadas no fim de 1956 e conduzidas daí em diante, com vigor e determinação.
Em junho de 1957 se tornava possível a transferência da Faculdade de Medicina para o Hospital. Em 1959 foi inaugurado oficialmente o Hospital das Clínicas com a presença do Presidente da República Juscelino Kubitschek. No período de 1958 a 1966 a administração da Faculdade de Medicina dirige também o hospital. Em 1967 com a transferência da Faculdade de Medicina para um prédio próximo ao local, o mesmo teve a estrutura administrativa mais bem definida, contudo, hierarquicamente subordinado a Faculdade de Medicina.
Em 1974 pelo convênio assinado entre a Universidade Federal do Ceará e a Sociedade de Assistência à Maternidade Escola Assis Chateaubriand - SAMEAC, o gerenciamento do hospital passou à responsabilidade desta Sociedade, o que permitiu maior flexibilidade técnico-administrativa.
Nos anos subseqüentes o HUWC passaria por sucessivas reformas e ampliações na área física com ampliação do número de leitos e criação de novos serviços. Paulatinamente tornou-se hospital de referência não só para a capital, como também para o interior do Ceará.
No início da década de 1980, passou a ser chamado Hospital Universitário Walter Cantídio em homenagem ao professor doutor Walter de Moura Cantídio, um de seus fundadores.

## Instalações
- 243 leitos
- 125 Consultórios
- 08 Salas Cirúrgicas
- 06 leitos de UTI Clínica
- 03 leitos de UTI Pós-Operatório
- 14 leitos de Recuperação Pós-Anestésica